# Sikkelvleugelnachtzwaluw
De sikkelvleugelnachtzwaluw (Eleothreptus anomalus) is een vogel uit de familie Caprimulgidae (nachtzwaluwen).

## Verspreiding en leefgebied
Deze soort komt voor in zuidoostelijk Brazilië en van zuidoostelijk Paraguay tot centraal Argentinië en Uruguay.